# Chronik des Bürgerkriegs in Syrien 2019

Übersichtskarte des Bürgerkriegs in Syrien
Von Regierungstruppen gehalten
Von der Freien Syrischen Armee, Islamistenmilizen und türkischen Einheiten gehalten
Von der dschihadistischen Dschabhat Fatah asch-Scham gehalten
Von den Demokratischen Kräften Syriens gehalten (Stand vom Mai 2020)

Die Chronik des Bürgerkriegs in Syrien 2019 erfasst die Ereignisse des Bürgerkriegs in Syrien im Jahr 2019.

## Januar
Am 1. Januar meldeten Aktivisten der Syrischen Beobachtungsstelle für Menschenrechte (SOHR) Kämpfe zwischen Rebellenfraktionen bei Aleppo. Die Gruppen Haiʾat Tahrir asch-Scham (HTS) und Harakat Nour al-Din al-Zenki (Teil der Nationalen Befreiungsfront) hätten sich demnach in mehreren Dörfern der Region bekämpft.
Am 5. Januar wurden nach Angaben von Kämpfern der Demokratischen Kräfte Syriens (SDF) zwei britische Soldaten bei einem Einsatz nahe Deir ez-Zor durch eine von IS-Kämpfern gestartete Rakete schwer verwundet, ein kurdischer Kämpfer sei getötet worden.
Am 6. Januar gaben die USA bekannt, den im Dezember 2018 angekündigten Abzug ihrer Truppen von einer türkischen Sicherheitsgarantie für die kurdischen Kämpfer der Volksverteidigungseinheiten (YPG) und der Frauenverteidigungseinheiten (YPJ) abhängig zu machen. Zuvor hatte die Türkei für die Zeit nach diesem Abzug eine Offensive gegen die Demokratische Föderation Nordsyrien angekündigt.
Ebenfalls am 6. Januar eroberten islamistische HTS-Rebellen in den Fraktionskämpfen seit Jahreswechsel in Idlib den Ort al-Atareb (36°08′12″N 36°49′46″E) von Nureddin-al-Zenki-Rebellen. Diese waren stark geschwächt, weil ihr Verbündeter, die Türkei, einen Teil der Rebellenkämpfer zuvor für eine mögliche Offensive gegen die Kurden in Nordsyrien abgezogen hatte. Die Islamisten kontrollierten damit etwa zwei Drittel des nicht von der syrischen Armee in der Region kontrollierten Gebiets.
Am 8. Januar gab der russische Militärpolizeisprecher Jusup Mamatow bekannt, dass die russische Militärpolizei im Gebiet um das kurdisch kontrollierte Manbidsch westlich des Euphrat mit Patrouillen zur Unterstützung der syrischen Armeeeinheiten in der Stadt begonnen habe.
Am 10. Januar gab die dschihadistische Terrororganisation HTS bekannt, sie habe ein Abkommen mit dem Rebellenbündnis Nationale Befreiungsfront über eine Waffenruhe und die Übernahme der Kontrolle in den nicht von der syrischen Armee kontrollierten Gebieten des Gouvernements Idlib geschlossen.
Am 11. Januar griffen israelische Kampfflugzeuge Ziele in Syrien an und trafen dabei ein vermutetes Waffenlager iranischer Truppen am Flughafen von Damaskus. Der israelische Ministerpräsident Benjamin Netanyahu bestätigte den israelischen Angriff. Nach israelischen Presseangaben war das gleiche Gebäude bereits 2016 von den Israelis zerstört worden, aber von den Iranern wieder aufgebaut worden.
Am 13. Januar kündigte Donald Trump an, er werde die Türkei wirtschaftlich „zerstören“, wenn sie die Kurden attackiere.
Am 16. Januar zündete ein Selbstmordattentäter in Manbidsch nach Zeugenaussagen eine Bombe nahe einem Restaurant, in dem sich zu dem Zeitpunkt US-amerikanische Soldaten und einheimische Milizen trafen. Der IS bekannte sich zu dem Anschlag. Zwei US-Soldaten, ein ziviler Angestellter des US-Verteidigungsministeriums und ein Söldner wurden getötet und mindestens drei weitere Personen verletzt.
Am 19. Januar kamen bei Gefechten zwischen dem vierten Korps der syrischen Streitkräfte unter dem Kommando des von Iran beeinflussten Bruders des Präsidenten, Mahir al-Assad, und dem von Russland ausgerüsteten fünften Armeekorps unter dem Kommando von Suhail al-Hasan dutzende Soldaten ums Leben.
Am 20. Januar gaben israelische Stellen an, man habe eine Mittelstreckenrakete abgefangen, die iranische Einheiten gegen 15:00 Uhr aus einem Vorort von Damaskus in Richtung Israels gestartet hätten – offenbar um sich für einen angeblichen israelischen Angriff, der wenige Stunden zuvor erfolgt sein soll, zu rächen. Das iranische Geschoss sei über dem von Israel besetzten Berg Hermon in den Golanhöhen von einer Batterie des Iron-Dome-Luftabwehrsystems abgefangen worden. Nach israelischen Angaben hatte man Zusicherungen erhalten, dass sich in der Gegend, aus der die iranische Rakete gestartet wurde, keine iranischen Truppen aufhalten würden.
In der Nacht vom 20. auf den 21. Januar griffen israelische Kampfflugzeuge in drei Wellen mehrere Ziele in Syrien an, Hauptziel waren erneut Einrichtungen, die von iranischen Truppen benutzt werden. Waffenlager, Ziele am Flughafen von Damaskus, eine Geheimdiensteinrichtung und ein Trainingslager seien nach israelischen Angaben angegriffen worden. Auch die syrische Luftabwehr sei demnach Ziel der Angriffe gewesen. Die Iraner meldeten als Folge des Angriffs elf Tote, vier davon waren, nach russischen Angaben, syrische Soldaten. SOHR-Aktivisten gaben die Opferzahlen einen Tag später mit zwölf Iranern, sechs Syrern und drei Angehörigen anderer Nationen an.
Am 24. Januar wurden nach Schätzungen bis zu 39 Zivilisten im vom IS gehaltenen Ort al-Baghuz Fawqani bei einem Luftangriff getötet, als sie offenbar versuchten, sich mit Fahrzeugen abzusetzen.
Am 27. Januar wurde die Einschätzung von US- und SDF-Militärs bekannt, nach der der IS in Kürze sein komplettes Gebiet in Syrien verloren haben werde. Das vom IS gehaltene Restgebiet bestand demnach aus nur noch 10 km² um die Dörfer Marashida (34°30′13″N 40°55′47″E) und den Nachbarort al-Baghuz Fawqani.

## Februar
Am 1. Februar meldete eine Nachrichtenagentur, dass sich der deutsche Islamist Martin L., der sich 2014 dem IS angeschlossen hatte, mit zwei seiner Ehefrauen, bei al-Baghuz Fawqani den SDF ergeben hat.
Am 7. Februar meldeten israelische Medien die Entdeckung des Baus einer iranischen Fabrik für Lenkraketen nördlich der libanesischen Grenze bei Safita.
Nachdem in der Region mehr als 20.000 Zivilisten evakuiert worden waren, starteten die von den Volksverteidigungseinheiten (YPG) dominierten SDF mit US-Unterstützung am 9. Februar eine Offensive gegen die letzten verbliebenen IS-Stellungen mit Schwerpunkt im Ort al-Baghuz Fawqani. Zu Beginn der Schlacht von Baghuz wurde davon ausgegangen, dass sich in und um den Ort noch 600–1000 zum loyalen Kern der Terrororganisation zählende Dschihadisten aufhielten. Nach kurdischen Schätzungen handelte es sich zum größten Teil um IS-Kämpfer mit ausländischen Wurzeln. Auf der irakischen Seite der Grenze gingen Koalitionstruppen mit französischer CAESAR-Artillerie in Stellung, um die Offensive zu unterstützen und einen möglichen Ausbruch der IS-Kämpfer in den Irak zu verhindern.
Am 11. Februar meldeten syrische Staatsmedien, dass israelische Bodentruppen den Ort Quneitra von den Golanhöhen aus mit Panzergranaten beschossen hätten. Es habe keine Verluste gegeben. SOHR-Aktivisten meldeten dagegen, die Israelis hätten iranische Milizsoldaten bei Quneitra und Jubata al-Khashab mit Raketen beschossen und es habe mehrere Verletzte gegeben.
Am 16. Februar hatten SDF-Kämpfer nach eigenen Angaben das Dorf al-Baghuz Fawqani eingenommen und so das verbliebene Gebiet, das in Syrien unter Kontrolle des IS steht, auf 5 km² reduziert. 440 IS-Kämpfer waren innerhalb einer Woche nach SOHR-Schätzungen gefangen genommen worden.
Am 19. Februar unterbrachen die von den USA unterstützten SDF-Kämpfer ihre Offensive gegen die Reste des IS erneut, um Kämpfern und Zivilisten die Möglichkeit zur Aufgabe zu geben. Mit dafür bereitgestellten LKW wurden dutzende Zivilisten und einige Kämpfer nach Angaben des SDF aus dem letzten IS-Gebiet abgeholt und in die SDF-Gefangenenlager transportiert. Syrische Regierungstruppen beschossen derweil nach SOHR-Angaben die Rebellengebiete um Idlib mit Raketen, wobei vier Zivilisten getötet worden seien.
Am 20. Februar beschossen Regierungstruppen nach SOHR-Angaben Ziele bei den Dörfern Kafr Zita (35°22′26″N 36°36′4″E) und Hasraya nördlich von Hama, dazu mehrere Ziele um Idlib. Islamistische Kämpfer griffen Regierungstruppen bei Jabal al-Akrad (35°39′5″N 36°12′2″E) an.
Am 21. Februar wurde berichtet, US-amerikanische, britische und französische Spezialeinheiten bereiteten sich vor, nach Evakuierung von Zivilisten in der Umgebung, die Stürmung der restlichen verbliebenen IS-Stellungen durch die SDF zu unterstützen und mögliche überlebende menschliche Schutzschilde zu befreien.
Am 22. Februar gaben weitere IS-Kämpfer im eingeschlossenen Restgebiet auf und ließen sich in einer Feuerpause nebst Familien vom SDF auf mindestens 36 Lastwagen in Lager transportieren. Neben Syrern und Irakern wurden nach ersten Einschätzungen Franzosen, Polen, chinesische Uiguren, Bengalis, Ägypter, Tadschiken und Marokkaner gefangen genommen. Rund 300 Kämpfer des IS sollen sich noch nach Schätzungen in einem Teil von Baghuz verschanzt haben.
Am 26. Februar meldeten SOHR-Aktivisten verstärkte Aktivitäten der syrischen Luftwaffe. Bevorzugt seien Ziele in Idlib entlang der Verbindungsstraße Damaskus-Aleppo angegriffen worden, dazu Ziele bei Hama. 13 Angriffe habe es allein am 26. Februar gegeben, weitere an den beiden Vortagen. Das syrische Staatsfernsehen gab an, Extremisten hätten zuvor mit Boden-Boden-Raketen aus der Region um Hama Regierungsgebiet beschossen.

## März

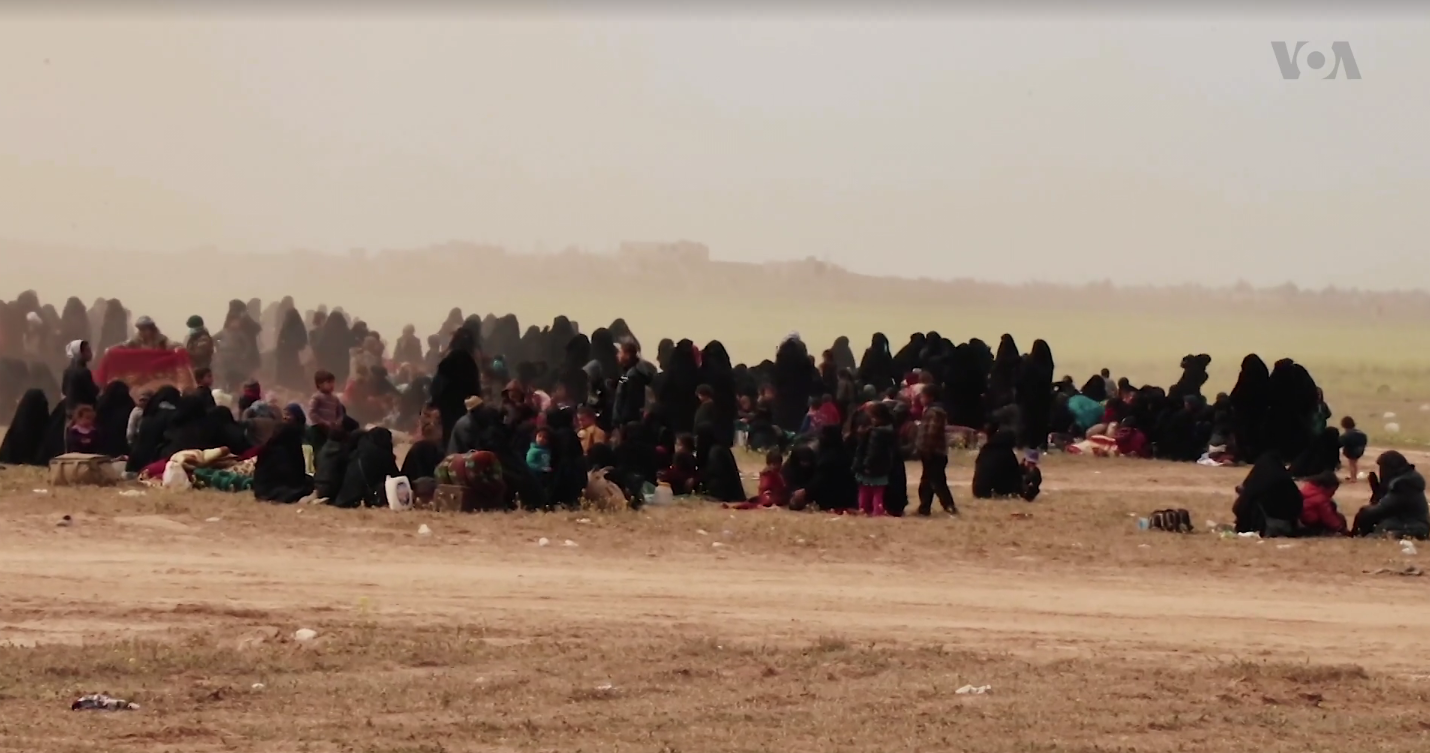
IS-Zivilisten bei Baghuz am 8. März 2019

Am 1. März veröffentlichte die Organisation für das Verbot chemischer Waffen (OPCW) eine Stellungnahme, nach der die Ermittler davon ausgehen, dass am 7. April 2018 in Duma Chlorgas eingesetzt wurde. Das Feststellen der Verantwortlichen für den Angriff ist, nach einem Veto Russlands im UNO-Sicherheitsrat gegen die Verlängerung eines entsprechenden Mandats, nicht mehr Gegenstand der OPCW-Ermittlungen. SDF-Kämpfer nahmen am 1. März ihre Offensive gegen die Reste des IS beim Dorf al-Baghuz Fawqani wieder auf, nachdem die letzten fluchtwilligen Personen am Morgen abtransportiert worden waren. Die verbliebenen Kämpfer des IS hielten nach Presseberichten nur noch einen halben Quadratkilometer Gelände nahe dem Flussufer.
Am 3. März griffen Kämpfer der islamistischen Ansar al-Tawhid aus Idlib kommend in einer Reihe von Selbstmordattentaten die Garnison der syrischen Armee im Ort Massasneh (35°17′31″N 36°39′56″E) an und töteten nach Schätzungen des SOHR 21 Soldaten und Milizionäre.
Am 4. März ließen SDF-Einheiten 283 syrische Männer frei, die im Kampf gegen den IS gefangen genommen worden waren, denen aber keine schweren Verbrechen zur Last gelegt wurden. Die Freilassung war mit arabischen Stammesführern aus dem Nord-Osten Syriens ausgehandelt worden. Weitere 150 IS-Kämpfer gaben nach SOHR-Angaben im Kessel bei Baghuz auf und ergaben sich dem SDF.
Am 6. März gaben etwa 2000 weitere Personen aus dem IS-Restgebiet bei Baghuz auf und ließen sich vom SDF abtransportieren. Der überwiegende Teil waren Frauen und Kinder, dazu Jesiden, die der IS zuvor im Irak verschleppt hatte und rund 400 IS-Kämpfer.
Am 13. März kam es nach schwerem Artilleriebeschuss und Luftangriffen auf die verbliebenen IS-Stellungen und einem Gegenangriff des IS mit Selbstmordattentätern im Schutz eines Sandsturms nach SDF-Angaben zur Kapitulation von etwa 3000 IS-Kämpfern bei Baghuz innerhalb von 24 Stunden. Nach SDF-Schätzungen hielten sich jedoch noch immer Kämpfer des IS in dem Gebiet auf. Ebenfalls am 13. März veröffentlichte das Flüchtlingshilfswerk der Vereinten Nationen seinen Finanzbedarf für 2019 zur Versorgung der syrischen Flüchtlinge in Syrien selbst und in den Nachbarländern. 5,5 Milliarden US-Dollar sollen demnach für die Flüchtlinge in Nachbarländern und weitere 3,3 Milliarden für Syrien von Geberländern im Rahmen einer Konferenz in Brüssel aufgebracht werden. Für 2018 hatte man laut UNHCR nur 65 % der geforderten Mittel auch tatsächlich erhalten. Kampfflugzeuge der Russischen Föderation beteiligten sich an der Luftoffensive der Assad-Regierung und griffen, im bisher umfangreichsten Angriff des Jahres, Ziele in der Idlib-Region an. Nach russischen Angaben habe man, in Abstimmung mit der Türkei, Ziele der islamistischen HTS-Miliz getroffen.
Am 15. März kam es erneut zu Angriffen von IS-Selbstmordattentätern bei Baghuz. Sechs Personen, die aus dem Ort zu fliehen versuchten, wurden dabei getötet. Am 17. März hatten Koalitionsflugzeuge eine Woche lang Bombenangriffe auf die eingeschlossenen Reste des IS geflogen. In der Schlacht von Baghuz waren nach SDF-Schätzungen bis dahin 1300 feindliche Kämpfer getötet worden.
Am 18. März versuchten die eingeschlossenen IS-Kämpfer in Baghuz nach Angaben des SDF einen Ausbruch aus dem Kessel, dabei seien 157 meist ausländische IS-Kämpfer gefangen genommen worden.
Am 19. März drangen SDF-Kämpfer nach eigenen Angaben auf den Geländerest mit der Zeltstadt vor, den IS-Kämpfer bis zuletzt verteidigt hatten. Der Sieg stehe nach SDF-Verlautbarungen nun kurz bevor.
Am 21. März hielten sich nach SDF-Schätzungen die letzten IS-Kämpfer möglicherweise in den Höhlen auf, die auf wenigen hundert Metern in das Ostufer des Euphrat bei Baghuz gegraben seien. Es sei unklar, wie weit sich die Tunnel erstrecken.
Am 23. März verkündete ein SDF-Sprecher den Fall von Baghuz und das Ende des IS-Kalifats.

## April
Am 4. April meldete die syrische staatsnahe Nachrichtenagentur Almasdar, dass IS-Kämpfer, die aus Baghuz über den Euphrat entkommen wären, syrische Truppen im 250 km westlich gelegenen Palmyra angegriffen hätten und sich nun in der syrischen Wüste in der Nähe der Pumpstation T2 (34°22′48″N 40°09′10″E) versteckt hielten.
Am 13. April meldeten syrische Staatsmedien, dass ein israelischer Luftangriff Ziele bei Masyaf getroffen habe. Die Angreifer hätten aus dem Luftraum des Libanon Raketen gestartet, die drei Ziele trafen. SOHR-Beobachter meldeten 17 verwundete Soldaten und eine unbekannte Zahl von Todesopfern.
Am 14. April machte die syrische Regierung die Sanktionen der USA für eine chronische Treibstoffknappheit im Land verantwortlich. Öltankern (aus dem Iran) sei seit Monaten die Durchfahrt durch den Suez-Kanal verwehrt worden. Die einheimische Produktion in Syrien, aus Ölfeldern unter staatlicher Kontrolle, reicht nach Presseberichten nicht aus, um den inländischen Bedarf zu decken.
Am 15. April meldeten syrische Staatsmedien einen Raketenangriff auf Aleppo. Aufständische aus Idlib hätten nach SOHR-Angaben 20 Raketen auf die Stadt gestartet, Elf Tote und elf Verwundete wurden von der Nachrichtenagentur SANA gemeldet.
In der Nacht zum 25. April meldete SANA einen israelischen Luftangriff auf Ziele bei Damaskus. Treffer auf Munitionslager der iranischen Verbündeten hätten nach SOHR-Angaben schwere Explosionen in einem Industriegebiet in Flughafennähe ausgelöst.

## Mai
Am 2. Mai setzten Vertreter der USA ihre Verhandlungen in der Türkei fort, bei denen nach Pressemeldungen die türkischen Forderungen nach einem 32 Kilometer tiefen Sicherungsstreifen (unter türkischer Kontrolle) auf syrischem Gebiet entlang der türkisch-syrischen Grenze erörtert wird. Die USA hatten einen 10 Kilometer tiefen Streifen angeboten, zu dem türkische Truppen jedoch keinen Zugang haben sollten. Weiter soll der Kauf des russischen Luftabwehrsystems S-400 durch die Türkei Gegenstand der Gespräche sein, die USA möchten den Türken ihr Patriot-System verkaufen, das eine Milliarde US-Dollar teurer und weniger fortschrittlich ist.
Am 4. Mai kam es zu Gefechten zwischen syrisch-kurdischen Milizen und Truppen des türkischen Präsidenten bei Tall Rifaat. Diplomaten und Journalisten spekulierten, dass unter russischer Vermittlung Teile der Provinz Idlib von türkeitreuen Rebellen an Syrien fallen soll, während im Gegenzug das Kurdengebiet um Tall Rifaat den Türken versprochen wurde.
Am 5. Mai griffen russische und syrische Kampfflugzeuge nach SOHR-Angaben Ziele in der Idlib-Region an. Ein Krankenhaus in Has (35°37′01″N 36°35′30″E) sei getroffen worden. Zwei weitere Krankenstationen wurden ebenfalls getroffen, die Koordinaten aller dieser medizinischen Einrichtungen hatte man nach Rebellenangaben der Regierung zuvor mitgeteilt um Angriffe zu vermeiden. Kampfflugzeuge der Russischen Föderation wurden im Dezember 2019 von Journalisten der New York Times den Angriffen auf die Krankenhäuser am 5. Mai u. a. über abgehörten Funkverkehr zugeordnet.
Kämpfe zwischen Bodentruppen wurden am südlichen Rand der Idlib-Region gemeldet. Regierungstreue Truppen hatten nach SOHR-Angaben ein Dorf erobert, während Rebellengruppen widersprachen und einen Abwehrerfolg meldeten. Artilleriefeuer traf einen der zwölf türkischen Beobachtungsposten in der Region, syrische Regierungsstellen meldeten, die Türken hätten den Posten zuvor geräumt. Der türkische Vizepräsident Fuat Oktay spekulierte öffentlich über eine Bedrohung der türkischen Kräfte durch Kurden aus Tall Rifaat.
Am 6. Mai rückten Eliteeinheiten der syrischen Regierung bei Kafr Nabuda (35°25′54″N 36°39′34″E) vor, syrische Staatsmedien vermeldeten Geländegewinne und den Beginn der erwarteten Großoffensive. Rebellen bestritten die Geländegewinne.
In der Nacht vom 17. auf den 18. Mai berichteten syrische Stellen von israelischen Angriffen auf Ziele bei Damaskus, dabei habe man anfliegende Ziele bei Quneitra abgeschossen. SOHR-Aktivisten meldeten, der Angriff habe einem Stützpunkt iranischer Milizen bei al-Kiswah gegolten, von wo mehrere Explosionen gemeldet wurden.
Am 18. Mai berichteten syrische Staatsmedien von einem weiteren israelischen Angriff. SOHR-Aktivisten berichteten von drei Raketen, von denen eine durch die Syrer abgeschossen wurde, während die anderen beiden syrische Truppen bei Quneitra getroffen hätten.
Am 19. Mai verkündete das russische Verteidigungsministerium für die russischen Truppen in Syrien eine einseitige Waffenruhe.
Ebenfalls am 19. Mai sollen syrische Truppen nach US-Angaben möglicherweise einen Angriff mit Chlorgas in Idlib durchgeführt haben. Die USA kündigten eine Untersuchung und gegebenenfalls eine schnelle Reaktion an. Russland und die syrische Regierung würden nach Einschätzung der USA eine Desinformationskampagne im Bezug auf den Einsatz chemischer Waffen betreiben, mit der sie versuchen, den Rebellen die Verantwortung für den Einsatz solcher Waffen zuzuschreiben.
Am 20. Mai griffen russische Kampfflugzeuge Ziele bei Kafr Nabuda an, wo sie offenbar eine Raketenbatterie vermuteten, die gegen ihre Luftwaffenbasis Hmeimim eingesetzt wurde. Nach SOHR-Angaben wurden durch den Angriff 10 Zivilisten getötet und eine Krankenstation so schwer beschädigt, dass sie den Betrieb einstellen musste.
Am 21. Mai veröffentlichte das UNO-Menschenrechtskommissariat eine Stellungnahme, nach der die syrische Regierung in Darʿā, dessen Verteidiger im Juli 2018 kapituliert hatten, offenbar Verhaftungen und Morde durchführen lässt. Elf Menschen seien ermordet und etwa 230 seien bisher dauerhaft eingesperrt worden.
Am 26. Mai wechselte Kafr Nabuda erneut den Besitzer und wurde wieder von syrischen Regierungstruppen besetzt, welche vier Tage zuvor von einem Gegenangriff aus dem Ort verdrängt worden waren. Der Eroberung ging nach Angaben der Aufständischen ein acht Stunden dauerndes Bombardement voraus.
Am 27. Mai beschrieb Fawaz Hilal, Vorsitzender der Rebellenverwaltung in Idlib, die Offensive der Regierungstruppen und ihrer russischen Verbündeten als verheerend. Wenn die Verteidigungslinien im nördlichen Hama und südlichen Idlib durchbrochen würden, könne nichts mehr die Truppen Assads vor der türkischen Grenze stoppen. Er forderte die Türkei auf, ihre Präsenz in Idlib zu verstärken und ihre Militärposten dort effektiv zu verteidigen, um der russischen und syrischen Luftwaffe ihre Angriffe zu verwehren. Gleichzeitig forderte er Zivilbeschäftigte der Verwaltung auf, bei den Verteidigungsbemühungen zu helfen. Jede Hilfe, von Spenden, über Schanzarbeiten, bis hin zum Dienst als Kämpfer, sei willkommen. Eine amerikanische Nichtregierungsorganisation zählte seit dem Beginn der Offensive Ende April 2019 229 tote und 727 verwundete Zivilisten durch Luftangriffe in Idlib.
Ebenfalls am 27. Mai griffen israelische Truppen syrische Armeeangehörige in der Grenzregion in den Golanhöhen an. Syrische Staatsmedien berichteten, dass bei Tel al-Shaar ein Armeefahrzeug von einer israelischen Rakete getroffen wurde. Israelische Stellen gaben an, auf einen syrischen Flugabwehrraketenstarter geschossen zu haben, der zuvor ein israelisches Kampfflugzeug angegriffen habe.
Am 28. Mai starben bei russischen und syrischen Luftangriffen nach SOHR-Einschätzungen 21 Zivilisten in Idlib. Bei einem Angriff auf ein belebtes Viertel in Kafr Halab (36°03′35″N 36°52′18″E) starben demnach allein neun Menschen. Artilleriebeschuss zerstörte nach UNO-Angaben ein Krankenhaus in Kafranbel.
Am 29. Mai kamen bei Luftangriffen russischer und syrischer Kampfflugzeuge nach Schätzungen von Aktivisten 14 Zivilisten ums Leben. Getroffen wurden demnach die Dörfer Sarja (35°34′52″N 36°55′31″E), Bara (35°41′12″N 36°32′23″E) und Hbeit. Staatsmedien berichteten von einer Zivilistin, die durch Rebellenbeschuss in der Provinz Hama starb.

## Juni
Am 1. Juni meldeten syrische Hilfsorganisationen aus Idlib, dass seit Beginn der Offensive gegen die Region Ende April 2019, etwa 300.000 Personen in Richtung der türkischen Grenze geflohen seien, wo sie nun in vielen Fällen unter freiem Himmel campieren würden. Lediglich 103.000 Menschen seien in Lagern untergekommen.
Am 2. Juni griffen israelische Kampfflugzeuge erneut syrische Stellungen bei Quneitra an. Dabei wurden laut Angaben des syrischen Staatsfernsehens drei syrische Soldaten getötet. Das israelische Militär gab die Angriffe über Twitter zu; man habe Artilleriestellungen, Beobachtungsposten und eine Flugabwehrstellung angegriffen. Zuvor waren nach israelischen Angaben zwei Geschosse aus der Region in Richtung Israel abgefeuert worden.
Rund dreihundert Menschen waren bis Anfang Juni innert 40 Tagen in der Region um Idlib getötet worden. Presserecherchen vor Ort verstärkten den Eindruck, dass Spitäler und Krankenstationen vorsätzlich zum Ziel von Angriffen würden.
Am 5. Juni griffen russische und syrische Kampfflugzeuge erneut Ziele in Idlib an. Getroffen wurden nach Presserecherchen und SOHR-Angaben Kansafra (35°39′31″N 36°29′04″E) und drei weitere Dörfer der Region, fünf Menschen seien dabei getötet worden.
Am 6. Juni traten Kämpfer der islamistischen HTS zum Gegenangriff bei Jibeen (35°20′24″N 36°30′48″E) an. Drei Dörfer seien nach Rebellenangaben zurückerobert worden, nach Regierungsangaben wurden Angriffe auf Jibeen und Tal Maleh (35°18′21″N 36°31′10″E) abgewehrt. Die Luftangriffe in der Region gingen weiter. Der Rebellenkommandeur Abdul Baset Al-Sarout wurde in Tal Maleh tödlich verwundet.
Am 10. Juni wurde das Dorf Jabala nach Angaben von Einwohnern durch russische Suchoi-Bomber aus großer Höhe mit Bomben angegriffen, mindestens 13 Menschen seien getötet worden.
Am 11. Juni teilte das Welternährungsprogramm der Vereinten Nationen mit, dass man die Versorgung in Idlib nicht aufrechterhalten könne und wegen der Kämpfe in der Region um Qal'at al-Mudiq 7000 Menschen nicht mehr erreiche.
Am 12. Juni teilten syrische Staatsmedien mit, das Militär habe einen israelischen Raketenangriff bei Tell al-Hara (33°03′46″N 35°59′32″E), einem strategisch bedeutsamen Berg nahe den Golanhöhen, abgewehrt. Es sei niemand zu Schaden gekommen.
Am 13. Juni meldete das türkische Verteidigungsministerium den vorsätzlichen Beschuss eines Beobachtungsstützpunktes in Idlib durch syrische Truppen. 35 Mörsergranaten seien auf die Anlage abgefeuert worden und drei türkische Soldaten verwundet worden. Man habe sich in Moskau über den Zwischenfall beschwert.
Bei Kämpfen in der Umgebung von Tal Maleh wurden am 18. und 19. Juni nach SOHR-Einschätzungen 41 Regierungssoldaten und 89 Rebellen getötet.
Am 22. Juni sind bei der Untersuchung von Öllecks nach Angaben syrischer Regierungsstellen Schäden an Unterwasserpipelines an mindestens sechs Stellen entdeckt worden. Terroristen seien nach Angaben von Energieminister Ali Ghanem verantwortlich. Die Pipelines sind vor dem Küstenort Baniyas verlegt, wo sich eine wichtige Erdölraffinerie befindet.

## Juli
In der Nacht zum 1. Juli griffen israelische Streitkräfte nach SOHR-Einschätzung von See und von Land her Ziele bei Homs und etwa zehn Ziele bei Damaskus an. Ziel seien Einrichtungen iranischer Truppen und verbündeter Milizen gewesen. 15 Tote, darunter sechs Zivilisten wurden gemeldet. Eine beim Angriff abgefeuerte Rakete, offenbar eine von den Verteidigern gestartete Flugabwehrwaffe, schlug auf der Insel Zypern, 15 Kilometer nordöstlich von Nikosia und mehr als 200 Kilometer von der syrischen Küste entfernt, in unbewohntem Gebiet ein.
Am 4. Juli enterte eine Kommandoeinheit der britischen Royal Marines in Zusammenarbeit mit Polizeieinheiten den unter panamaischer Flagge fahrenden Supertanker Grace 1 vor Gibraltar und brachte das Schiff unter Kontrolle. Der Tanker war zuvor aus dem Iran kommend um Afrika am Kap der Guten Hoffnung vorbei gefahren und wollte die Meerenge von Gibraltar passieren. Das Schiff wird verdächtigt, als Blockadebrecher Sanktionen der EU gegen die Regierung Assad zu unterlaufen und mit etwa 274.000 Tonnen iranischen Öls auf dem Weg nach Syrien gewesen zu sein.
Am 9. Juli meldeten US-Regierungsvertreter, dass das Vereinigte Königreich und Frankreich zugestimmt hätten, zusätzliche Bodentruppen nach Nordsyrien zu entsenden, die die dortigen US-Einheiten mit ablösen sollen. Andere Nationen, wie Deutschland, hatten eine entsprechende Anfrage abgelehnt oder ausweichend geantwortet.
Am 13. und 14. Juli berichteten Aktivisten von Luftangriffen russischer und syrischer Streitkräfte in Idlib. 19 Menschen wurden demnach getötet. Kafarya (35°59′26″N 36°40′44″E) und Chan Schaichun (35°26′24″N 36°39′01″E) wurden getroffen.
Am 22. Juli starben nach SOHR-Angaben mindestens 20 Menschen bei Luftangriffen auf Maarat an-Numan, 50 weitere seien verletzt worden. Trotz russischer Dementis zu einer Beteiligung dokumentierten Journalisten der New York Times Anfang Dezember 2019, dass es ein Pilot der Russischen Föderation war, der das gleiche Ziel in der Innenstadt am 22. Juli innerhalb von wenigen Minuten zweimal angriff und danach noch zwei weitere Gebäude im Ort angriff.
Am 26. Juli veröffentlichte die UNO eine Stellungnahme, nach der in der letzten 10 Tagen bei Angriffen auf Idlib 103 Zivilisten getötet worden seien. Seit Ende April hätten die Angriffe durch syrische Einheiten, verbündete Milizen und Truppen der Russischen Föderation 400.000 Personen in der Region vertrieben. Ebenfalls am 26. Juli wird die Freilassung des amerikanischen Weltenbummlers Sam Goodwin bekanntgegeben, den syrische Sicherheitskräfte festgenommen hatten, als er 62 Tage zuvor aus den Kurdengebieten in das Gebiet unter Regierungskontrolle gekommen war.

## August
Am 1. August griffen israelische Streitkräfte nach Angaben syrischer Staatsmedien ein Ziel bei Quneitra in den Golanhöhen mit Raketen an. Es habe mehrere Verletzte gegeben. Arabische Medien spekulierten, dass Kämpfer der Hisbollah Ziel der Attacke waren.
Am 2. August meldeten syrische Staatsmedien, die Regierung habe einem Waffenstillstand in Idlib zugestimmt. Die Vereinbarung sei an die Bedingung geknüpft, dass sich die aufständischen Kämpfer 20 Kilometer von den Grenzen der demilitarisierten Zonen zurückziehen, die das Rebellengebiet umschließen. Der Waffenstillstand sollte am Nachmittag des 1. August in Kraft treten, SOHR-Aktivisten meldeten jedoch am Morgen des 2. August weiter Gefechte in der Region.
Am 5. August setzten syrische Kampfflugzeuge ihre Luftangriffe auf Ziele in Idlib fort. Nach Angaben von Oppositionellen wurde neben anderen Dörfern auch Chan Schaichun getroffen. Nach staatlichen Medien hätten Kämpfer der Aufständischen die Waffenruhe als Erste verletzt. Weiter gaben russische Stellen bekannt, der Militärflugplatz Hmeimim sei aus der Idlib-Region beschossen worden, es seien aber keine Schäden entstanden.
Am 7. August einigten sich Vertreter der USA und der Türkei nach eigenen Angaben auf die Einrichtung einer Einsatzzentrale in der Türkei, die die Einrichtung einer „Sicherheitszone“ in Nordsyrien koordinieren und diese Zone später auch verwalten soll.
Am 11. August drangen syrische Regierungstruppen in den Ort al-Hobeit vor.
Am 14. August meldeten Aufständische und oppositionsnahe Medien den Abschuss eines Su-22-Bombers der syrischen Luftwaffe über Chan Schaichun. Der Pilot sei gefangen genommen worden.
Am 16. August griff ein russisches Kampfflugzeug mit der Funkkennung „464“ die Vertriebenenunterkunft „Quaryat al Rahma“ nahe dem Ort Has (35°37′01″N 36°35′43″E) in Idlib an. 19 Zivilisten wurden getötet.
Am 19. August griffen syrische oder russische Kampfflugzeuge Ziele in der Nähe eines türkischen Militärkonvois an, der sich mit Kampfpanzern und schweren Waffen von Norden kommend dem Ort Chan Schaichun näherte. Nach türkischen Angaben waren die Fahrzeuge auf dem Weg zum türkischen Beobachtungsposten bei Morek, südlich von Chan Schaichun. Nach syrischen Staatsmedien hätten die Türken dagegen versucht, Nachschub in das von Westen und Osten durch syrische Bodentruppen stark bedrängte Chan Schaichun zu schaffen. Der Angriff hätte nach Einschätzung eines Al-Jazeera-Reporters zum Ziel gehabt, die Türken von einer Weiterfahrt abzuschrecken. Das türkische Verteidigungsministerium verurteilte den Luftangriff und gab an, drei Zivilisten seien dabei getötet und mehrere verwundet worden.
Am 20. August meldeten Oppositionsquellen den Rückzug der verbliebenen HTS-Kämpfer und der Angehörigen anderer Gruppierungen, die Chan Schaichun verteidigt hatten. Man wolle sich nach einer HTS-Stellungnahme südlich der Stadt neu aufstellen. SOHR-Aktivisten berichteten, dass sich die HTS-Kämpfer auf den türkischen Beobachtungsposten bei Morek zurückgezogen hätten.
Am 23. August gaben syrische Staatsmedien die Einkesselung des Gebietes um den türkischen Beobachtungsposten bei Morek bekannt, in dem sich auch mehrere Dörfer befinden. Weiter wurde nach SOHR-Beobachtern das Dorf Kafr Zita von Regierungstruppen eingenommen.
Am 24. August kam es zu mehreren Luftangriffen auf iranische Einrichtungen bei Damaskus, die von israelischen Streitkräften ausgeführt wurden. Ziel sei nach israelischen Angaben die Vereitelung eines Drohnenangriffs auf Israel durch iranische Revolutionsgarden und mit ihnen verbündeter Milizen gewesen. Zwei Hisbollah-Milizionäre seien nach Angaben ihrer Organisation getötet worden. Zeitgleich seien zwei israelische Drohnen mit Sprengstoff beladen in Beirut gegen eine Hisbollah-Einrichtung eingesetzt worden. Einen Tag später tötete ein ebenfalls Israel zugerechneter Drohnenangriff im irakisch-syrischen Grenzort al-Qa'im einen Kommandeur der schiitischen PMF-Miliz.
Am 30. August protestierten tausende syrische Zivilisten in Idlib an der türkischen Grenze und verlangten Einlass. Einige konnten sich Zutritt verschaffen, die Übrigen wurden von türkischer Seite durch Warnschüsse und Tränengas vertrieben. Ebenfalls am 30. August gaben russische Stellen einen unilateralen Waffenstillstand für Idlib bekannt, der am 31. August in Kraft treten solle.
Das Zentralkommando der US-Streitkräfte gab bekannt, dass man am 31. August nahe der Stadt Idlib ein Trainingslager mit Raketen angegriffen habe, in dem sich der al-Qaida nahestehende Kämpfer befanden. SOHR-Aktivisten bestätigten ein Treffen verschiedener islamistischer Gruppierungen. Etwa 40 Kämpfer seien nach Schätzungen von Beobachtern getötet worden.

## September
In der Nacht vom 8. auf den 9. September kam es an der syrisch-irakischen Grenze nach SOHR-Angaben zu Luftangriffen auf Fahrzeuge und Einrichtungen pro-iranischer Milizen bei Abu Kamal. 18 Kämpfer seien getötet worden, keine Seite übernahm die Verantwortung für die Angriffe. Ziel war nach Presserecherchen ein neuer Gebäude-Komplex bei Abu Kamal, der in Presseberichten „Imam Ali Komplex“ genannt wird und offenbar von iranischen Truppen kontrolliert wird.
Am 9. September schossen nach israelischen Angaben Anhänger pro-iranischer Schiiten-Milizen mehrere Raketen aus einem Vorort von Damaskus in Richtung Israel, die Geschosse seien jedoch noch vor Überqueren der Grenze auf syrischem Gebiet niedergegangen.
Am 30. September gab das türkische Verteidigungsministerium den Abschuss einer unbekannten Drohne im türkisch-syrischen Grenzgebiet am 29. September bekannt. F-16-Jagdbomber hätten die Drohne abgeschossen, die Trümmer seien nahe der Grenze in der Provinz Kilis gefunden worden.

## Oktober
Am 4. Oktober trafen mehrere Artilleriegeschosse ein von Save the Children unterstütztes Krankenhaus in Maarat an-Numan. Sieben Personen seien dabei nach Angaben der Organisation verletzt worden.
Am 7. Oktober zogen die USA ihre Truppen aus Nordsyrien ab und machten so den Weg frei für eine von der türkischen Regierung angekündigte Militäroffensive gegen das von den Demokratischen Kräften Syriens gehaltene Gebiet. Präsident Trump hatte dem türkischen Staatschef Erdoğan kurz zuvor telefonisch grünes Licht für den Einmarsch in Nordsyrien erteilt. Türkische Streitkräfte begannen sich nach Presseberichten in den Grenzstädten Akçakale und Ceylanpınar für den Angriff auf das syrische Kurdengebiet zu sammeln.
Am 9. Oktober gab der türkische Staatspräsident Erdoğan per Twittermeldung den Beginn der Offensive gegen das nordsyrische Kurdengebiet bekannt. Er nannte den Militäreinsatz dabei „Operation Friedensquelle“.
Die Amerikaner setzten ihren Abzug aus Syrien fort und gaben am 15. Oktober unter anderem ihre Präsenz in der größten Stadt Nordsyriens ar-Raqqa und an der Tabqa-Talsperre auf. Sammelpunkt der US-Bodentruppen in Nordsyrien war ein Flugfeld südlich von Kobanê (36°38′53″N 38°18′13″E), von wo sie ausgeflogen werden sollten. Unmittelbar nach ihrem Abzug aus der Lafarge-Zementfabrik zwischen Kobanê und Ain Issa setzten die Amerikaner zwei F-15-Flugzeuge ein, die Präzisionsbomben auf den amerikanischen Munitionsbunker im Komplex abwarfen, um ihn unbrauchbar zu machen und zurückgelassene Munitionsbestände und Ausrüstung zu zerstören.
Am 17. Oktober erklärten die USA, Vizepräsident Mike Pence habe mit der Türkei eine Vereinbarung über eine 120-stündige Waffenruhe für Nordsyrien erreicht. Die Türkei entgehe für ihre Zustimmung zur Feuerpause den Wirtschaftssanktionen, die die USA zuvor angedroht hatten.
Kurdische Truppen zogen sich am 20. Oktober aus Ras al-Ain zurück. Die Amerikaner gaben unterdessen ihre Präsenz in Kobanê auf.
Bei einem Treffen von Wladimir Putin und Recep Tayyip Erdoğan wurde eine Vereinbarung getroffen, nach der türkische Truppen in Nordsyrien bleiben und sich die kurdischen Streitkräfte aus einem 30 Kilometer breiten Grenzstreifen zur Türkei zurückziehen. Russische und syrische Truppen sollen in dem Bereich des Streifens die Kontrolle übernehmen, der noch nicht von türkischen Truppen besetzt ist. Anschließend sollen Türken und Russen das Gebiet gemeinsam überwachen.
Das US-Verteidigungsministerium gab am 24. Oktober den Entschluss bekannt, Syrien nun doch nicht ganz verlassen zu wollen. Man wolle die Ölfelder im bisherigen SDF-Gebiet unter Kontrolle halten, um zu verhindern, dass sie wieder in Hände „destabilisierender Akteure“ fielen. 30 Kampfpanzer und weitere Soldaten sollen verhindern, dass der IS oder die Regierung von Präsident Assad die Kontrolle über die Rohstoffvorkommen zurückerlangen. Das russische Verteidigungsministerium warf den Amerikanern daraufhin „internationales Gangstertum“ vor und bezeichnete die Ölquellen ausschließlich als Eigentum der Syrisch Arabischen Republik. Die Amerikaner würden das syrische Öl unter dem Schutz von US-Soldaten und Söldnern außer Landes schaffen. Die Erlöse, die sie mit dem Verkauf des Öls monatlich erzielen würden, schätzten die Russen auf 30 Millionen US-Dollar.
Am 27. Oktober gab US-Präsident Donald Trump bekannt, dass der IS-Anführer Abu Bakr al-Baghdadi bei der Operation Kayla Mueller bei Barischa unweit der türkischen Grenze ums Leben gekommen sei. Vorbereitet worden sei die Aktion durch den Geheimdienst CIA und durchgeführt von Soldaten der Delta Force.
Am 29. Oktober gab Russlands Verteidigungsminister Sergei Schoigu bekannt, dass sich kurdische Verbände vor Ablauf der mit der Türkei vereinbarten Frist vollständig aus dem 30-km-Sicherheitskorridor an der syrisch-türkischen Grenze zurückgezogen hätten. Sein türkischer Amtskollege Hulusi Akar behauptete dagegen, dass sich noch YPG-Kämpfer in der Zone aufhielten. 34.000 Kämpfer zogen sich nach Schätzungen aus der Sicherheitszone zurück.
Am 30. Oktober meldete die syrische staatliche Nachrichtenagentur SANA Kämpfe zwischen syrischen und türkischen Truppen und rief Kurden und Araber zum Kampf gegen die Türkei auf.
Am 31. Oktober kam es zu Gefechten bei Ras al-Ain und Tell Tamer als vorrückende, türkeitreue FSA-Milizen mit syrischen Regierungs-Verstärkungen zusammenstießen. Weiter explodierte im von der Türkei besetzten Afrin eine Autobombe und tötete etwa 30 Besucher eines Marktes.

## November
Am 4. November erklärte der türkische Innenminister Süleyman Soylu, dass sein Land das Aberkennen der Staatsbürgerschaften von IS-Kämpfern durch europäische Staaten ignorieren und auch die von der Türkei aufgegriffenen Gefangenen mit ungeklärter Staatsbürgerschaft zurück in ihre vermeintlichen Heimatländer schaffen werde. Etwa 1200 dem IS zugerechnete, ausländische Gefangene befänden sich derzeit in türkischem Gewahrsam.
In der ersten Novemberwoche griffen russische und syrische Flugzeuge wieder Ziele südlich der Stadt Idlib an. Die Absicht sei es, nach Einschätzung von Journalisten, Kämpfer der Aufständischen aus den Dörfern im südlichen Teil des Rebellengebietes zu vertreiben. Mehrere Zivilisten seien getötet und ein Krankenhaus zerstört worden. Am 6. November wurde dabei von einem Kampfflugzeug der Russischen Föderation, dessen Pilot im Funkverkehr die Kennung „31“ verwendete, das Krankenhaus in Maarat an-Numan dreimal in Intervallen von je fünf Minuten angegriffen und getroffen.
Bei Kämpfen um Um Shaifa bei Ras al-Ain zwischen türkeitreuen Milizen und syrischen Regierungstruppen wurden am 9. November nach SOHR-Angaben vier syrische Soldaten getötet und weitere verwundet. Das Dorf sei anschließend nach Angaben syrischer Staatsmedien durch Regierungstruppen erobert worden.
Am 11. November explodierten im von kurdischen und syrischen Truppen gehaltenen Qamischli drei Autobomben. Bei den Explosionen seien nach einer kurdischen Nachrichtenagentur sechs Personen getötet und 21 verwundet worden. Zur gleichen Zeit wurde ein katholischer Priester ermordet, der aus Qamischli auf dem Weg nach Deir ez-Zor war. Zu dem Mordanschlag bekannte sich der IS.
Am 12. November versuchten offenbar israelische Streitkräfte, einen Anführer der Gruppe Islamischer Dschihad in Palästina in Damaskus zu töten und beschossen das Haus, in dem er vermutet wurde, mit zwei Marschflugkörpern. Die Zielperson, Akram al-Ajouri, überlebte nach Angaben seiner Organisation, sein Sohn sei jedoch getötet worden.
Am 16. November explodierte an einer Busstation im von der Türkei besetzten al-Bab eine Autobombe und tötete nach Angaben des türkischen Militärs 10 Zivilisten und verwundete 15 weitere.
Am 19. November fingen israelische Batterien des Systems Iron Dome vier Raketen ab, die nach israelischen Militärangaben aus Syrien in Richtung Israel gestartet worden seien.
Am 20. November griffen israelische Kampfflugzeuge dutzende syrische und iranische Einrichtungen in Syrien mit Marschflugkörpern an. Es handelte sich laut einer Stellungnahme der israelischen Armee um eine Antwort auf die vier Raketen vom Vortag. Syrische Flugabwehreinrichtungen, das Kommandozentrum der Iraner am Flughafen Damaskus und logistische Einrichtungen von dem Iran zugerechneten Gruppen in ganz Syrien seien unter den Zielen gewesen. Von russischen Truppen bemannte Flugabwehrsysteme seien nicht angegriffen worden.
Am 21. November traf ein Artillerieangriff ein Flüchtlingslager bei Qah (36°17′47″N 36°43′31″E) nahe der Grenze zur Türkei. Eine Boden-Boden-Rakete, die offenbar mit Streumunition bestückt war, tötete dabei nach Angaben von Hilfsorganisationen 16 Personen, eine weitere traf eine Krankenstation und tötete gemäß einer NGO weitere acht.
Am 23. November griffen türkeitreue Milizen nach Angaben der staatlichen Nachrichtenagentur SANA die Stadt Ain Issa an.
Am 24. November zogen sich die türkeitreuen Milizen offenbar aus Ain Issa zurück, aber türkische Drohnen griffen Ziele im Ort und in Dörfern der Umgebung an. Syrische Truppen eroberten unterdessen nach SOHR-Angaben das Dorf Mushrafa in Idlib von HTS-Rebellen.
Am 29. November scheiterten syrische Oppositions- und Regierungsvertreter mit dem Versuch, sich auf eine Agenda für die Ausarbeitung einer künftigen syrischen Verfassung bei einem Treffen in Genf zu einigen.

## Dezember
Als Folge der Verknappung von US-Dollar im Kontext der Bankenkrise im Libanon 2019 war es Syrern im Libanon nicht mehr möglich, Geld in amerikanischer Währung nach Syrien zu schicken. Syrische Arbeiter wurden in der Landeswährung dem libanesischen Pfund bezahlt. Auch Treibstoffschmuggel aus Syrien in den Libanon nahm ab, da nicht in Dollar bezahlt werden konnte. Ohne die Unterstützung durch harte Währung aus dem Libanon brach der Wert der syrischen Lira im November/Dezember stark ein. Die syrische Regierung machte die Sanktionen gegen das Land für den Kaufkraftverlust verantwortlich.
In der Woche vor dem 19. Dezember wurden nach Angaben lokaler Aktivisten etwa 90 Personen in dem von Aufständischen gehaltenen Teil des Gouvernements Idlib durch Luftangriffe und Artilleriebeschuss der syrisch-russischen Militäroffensive getötet, 12.000 Menschen seien aus der Stadt Maarat an-Numan geflohen.
Ende Dezember rückten syrische Streitkräfte, unterstützt von Luftangriffen, weiter auf Maarat an-Numan vor. Zwischen 1. November und 23. Dezember 2019 flohen unter dem Eindruck russischer und syrischer Luftangriffe nach Einschätzung der syrischen Response Coordination Group 200.000 Menschen aus den umkämpften Gebieten Idlibs in Richtung der türkischen Grenze. Nach UNO-Einschätzung von Ende Dezember hielten sich auf der syrischen Seite in Grenznähe bereits rund eine Million Flüchtlinge auf.
In der Nacht auf den 23. Dezember wurden Einrichtungen bei Damaskus offenbar aus der Luft angegriffen. Syrische Staatsmedien berichteten von einem israelischen Luftangriff mit Marschflugkörpern. SOHR-Aktivisten berichteten von drei Explosionen nahe der Hauptstadt.
Am 24. Dezember wurde nach SOHR-Angaben eine Schule in Jubas (35°50′09″N 36°45′35″E) nahe Saraqib von Raketen getroffen. Fünf Kinder und drei weitere Personen seien dabei getötet worden. Regierungstreue syrische Truppen seien zudem nach Oppositionsangaben bis auf vier Kilometer an die Stadtgrenzen von Maarat an-Numan vorgerückt.
Am 25. Dezember wurde eine Basis iranischer Milizen in Abu Kamal an der Grenze zum Irak offenbar von Drohnen angegriffen. Nach Angaben von SOHR-Aktivisten wurden dabei fünf Kämpfer getötet. In Stellungnahmen der Hisbollah wurde Israel für den Angriff verantwortlich gemacht.
Am 29. Dezember griffen US-Streitkräfte fünf Einrichtungen, die der Hisbollah zugerechnet werden, im Irak und in Syrien aus der Luft an. Die Angriffe erfolgten als Reaktion auf einen vermeintlichen Hisbollah-Angriff am 27. Dezember auf eine US-Basis nahe Kirkuk im Irak, bei dem ein US-Zivilist getötet worden sein soll. Die amerikanischen Angriffe galten Raketen- und Drohnenlagern, die an den Angriffen auf US-Truppen beteiligt waren.
Für den 30. Dezember berichteten SOHR-Aktivisten von 19 russischen Luftangriffen, die die Dörfer Zammar (35°53′34″N 36°58′59″E), Tal Hadya (35°59′47″N 36°56′28″E), Um Atabah, Sheikh Ahmed und das Gebiet der ICARDA-Einrichtung bei Aleppo zum Ziel hatten. Syrische Regierungstruppen flogen zur gleichen Zeit 16 Angriffe auf Ziele in und um Maarat an-Numan.